# Francesco Acerbi
Francesco Acerbi (sinh ngày 10 tháng 2 năm 1988) là một cầu thủ bóng đá chuyên nghiệp người Ý hiện đang thi đấu ở vị trí trung vệ cho câu lạc bộ Serie A Inter Milan và đội tuyển bóng đá quốc gia Ý.

## Thống kê sự nghiệp

### Câu lạc bộ
Tính đến ngày 12 tháng 5 năm 2021
| Câu lạc bộ          | Mùa giải            | Serie A | Serie A | Coppa Italia | Coppa Italia | Châu Âu | Châu Âu | Khác | Khác | Tổng cộng | Tổng cộng |
| Câu lạc bộ          | Mùa giải            | Trận    | Bàn     | Trận         | Bàn          | Trận    | Bàn     | Trận | Bàn  | Trận      | Bàn       |
| ------------------- | ------------------- | ------- | ------- | ------------ | ------------ | ------- | ------- | ---- | ---- | --------- | --------- |
| Pavia               | 2005–06             | 1       | 0       | 2            | 0            | —       | —       | —    | —    | 3         | 0         |
| Pavia               | 2006–07             | 1       | 0       | 0            | 0            | —       | —       | —    | —    | 1         | 0         |
| Pavia               | 2008–09             | 22      | 2       | 3            | 0            | —       | —       | —    | —    | 25        | 2         |
| Pavia               | 2009–10             | 24      | 1       | 1            | 0            | —       | —       | —    | —    | 25        | 1         |
| Pavia               | Tổng cộng           | 48      | 3       | 6            | 0            | —       | —       | —    | —    | 54        | 3         |
| Renate              | 2006–07             | 1       | 0       | 0            | 0            | —       | —       | —    | —    | 1         | 0         |
| Renate              | Tổng cộng           | 1       | 0       | 0            | 0            | —       | —       | —    | —    | 1         | 0         |
| Reggina             | 2010–11             | 40      | 2       | 1            | 0            | —       | —       | 2    | 0    | 43        | 2         |
| Reggina             | Tổng cộng           | 40      | 2       | 1            | 0            | —       | —       | 2    | 0    | 43        | 2         |
| Chievo              | 2011–12             | 17      | 1       | 3            | 0            | —       | —       | —    | —    | 20        | 1         |
| Chievo              | Tổng cộng           | 17      | 1       | 3            | 0            | —       | —       | —    | —    | 20        | 1         |
| Milan               | 2012–13             | 6       | 0       | 2            | 0            | 2       | 0       | —    | —    | 10        | 0         |
| Milan               | Tổng cộng           | 6       | 0       | 2            | 0            | 2       | 0       | —    | —    | 10        | 0         |
| Chievo (mượn)       | 2012–13             | 7       | 0       | 0            | 0            | —       | —       | —    | —    | 7         | 0         |
| Chievo (mượn)       | Tổng cộng           | 7       | 0       | 0            | 0            | —       | —       | —    | —    | 7         | 0         |
| Sassuolo            | 2013–14             | 13      | 0       | 0            | 0            | —       | —       | —    | —    | 13        | 0         |
| Sassuolo            | 2014–15             | 32      | 3       | 0            | 0            | —       | —       | —    | —    | 32        | 3         |
| Sassuolo            | 2015–16             | 36      | 4       | 2            | 0            | —       | —       | —    | —    | 38        | 4         |
| Sassuolo            | 2016–17             | 38      | 4       | 1            | 0            | 10      | 0       | —    | —    | 49        | 4         |
| Sassuolo            | 2017–18             | 38      | 0       | 3            | 0            | —       | —       | —    | —    | 41        | 0         |
| Sassuolo            | Tổng cộng           | 157     | 11      | 6            | 0            | 10      | 0       | —    | —    | 173       | 11        |
| Lazio               | 2018–19             | 37      | 3       | 5            | 0            | 8       | 0       | —    | —    | 50        | 3         |
| Lazio               | 2019–20             | 36      | 2       | 2            | 0            | 6       | 0       | 1    | 0    | 45        | 2         |
| Lazio               | 2020–21             | 31      | 0       | 2            | 1            | 8       | 0       | —    | —    | 41        | 1         |
| Lazio               | Tổng cộng           | 104     | 5       | 9            | 1            | 22      | 0       | 1    | 0    | 136       | 6         |
| Tổng cộng sự nghiệp | Tổng cộng sự nghiệp | 380     | 22      | 27           | 1            | 34      | 0       | 3    | 0    | 444       | 23        |

### Quốc tế
Tính đến ngày 20 tháng 11 năm 2023
| Ý         | Ý    | Ý   |
| Năm       | Trận | Bàn |
| --------- | ---- | --- |
| 2014      | 1    | 0   |
| 2015      | 0    | 0   |
| 2016      | 1    | 0   |
| 2017      | 0    | 0   |
| 2018      | 1    | 0   |
| 2019      | 3    | 1   |
| 2020      | 5    | 0   |
| 2021      | 11   | 0   |
| 2022      | 6    | 0   |
| 2023      | 6    | 0   |
| Tổng cộng | 34   | 1   |

#### Bàn thắng quốc tế
Bàn thắng và kết quả của Ý được để trước.
| #  | Ngày                 | Địa điểm                                                | Đối thủ              | Bàn thắng | Kết quả | Giải đấu            |
| -- | -------------------- | ------------------------------------------------------- | -------------------- | --------- | ------- | ------------------- |
| 1. | 15 tháng 11 năm 2019 | Sân vận động Bilino Polje, Zenica, Bosna và Hercegovina | Bosna và Hercegovina | 1–0       | 3–0     | Vòng loại Euro 2020 |

## Danh hiệu

### Câu lạc bộ

#### Lazio
- Coppa Italia: 2018–19
- Supercoppa Italiana: 2019

#### Inter Milan
- Serie A: 2023–24[3]
- Coppa Italia: 2022–23
- Supercoppa Italiana: 2022, 2023

### Quốc tế
- UEFA Euro: 2020
- UEFA Nations League: Hạng ba 2021, 2023